# アルブレヒト・ブランディ
アルブレヒト・ブランディ（Albrecht Brandi、1914年6月20日‐1966年1月6日）は、ナチス・ドイツの海軍軍人。潜水艦Uボートのエース艦長。ヴォルフガング・リュートと並ぶ海軍の柏葉・剣・ダイヤモンド付騎士鉄十字章の受章者。

## 略歴
ドルトムント出身。1935年にドイツ海軍に入隊。第二次世界大戦開戦当初、北海の機雷処理の任務にあたっていた。その後、Uボートで研修を受けることとなった。1942年5月から1942年4月にかけてエーリヒ・トップの指揮するU-552に3航海ほど勤務した。1942年4月から第5潜水艦隊に属するU-617の艦長に任じられた。最初の航海で四商船を破壊した。二度目の航海では一隻の駆逐艦を沈め、さらに一隻のタンカーに大きな打撃を与えた。1942年11月にU-617は第29潜水艦隊に転属され、地中海パトロールを命じられた。イギリス船を次々と沈め、アフリカ軍団のためにドイツやイタリアの船の通過を助けた。1943年2月にはマルタの近くでイギリスの機雷敷設艦「ウェルシュマン」を沈めた。この船の破壊はドイツ軍のマルタ防衛の大きな助けとなった。この功績で騎士鉄十字章を受章した。1943年4月にもジブラルタルから40マイルのところで軽巡洋艦を沈めたため、騎士鉄十字章柏葉章を受章した。1943年9月にはハント級護衛駆逐艦「パッカリッジ」を沈めた。しかしこの直後、イギリス軍機の攻撃でU-617は打撃を受けた。損傷は激しく、ブランディは艦の放棄とゴムボートでの脱出を決定した。スペイン軍に拘留されたが、脱走してドイツへ帰国した。
1944年1月にU-380の艦長に任じられた。しかしこの潜水艦は1944年3月にアメリカ空軍によるドイツ海軍基地への空爆で破壊されてしまった。かわって1944年4月にU-967艦長となる。1944年5月にはアメリカ軍護衛駆逐艦「フェクテラー」を沈めた。この功績で騎士鉄十字章剣章を受章。しかし1944年6月にはブランディがひどい病にかかり、基地に帰還して以降は陸上勤務となった。東バルト海の全Uボート司令官に任じられた。バルト海に展開するUボートがたくさん船を沈めた功績で1944年11月に騎士鉄十字章ダイヤモンド章を受章した。ダイヤモンド章は海軍ではブランディとヴォルフガング・リュートしか受章していない。
戦後は建築家をしていた。1966年に故郷のドルトムントで死去。